# Silica (Slowakei)
Silica, ungarisch Szilice (bis 1927 auch „Silice“) ist eine Gemeinde im Osten der Slowakei mit 519 Einwohnern (Stand 31. Dezember 2024), die zum Okres Rožňava, einem Kreis des Košický kraj, gehört.

## Geographie
Die Gemeinde befindet sich innerhalb des Plateaus Silická planina im Slowakischen Karst, dem größten Plateau der Slowakei, nahe der Grenze zu Ungarn. Außer dem kleinen See Jasteričie jazero und einem Teich gibt es hier auf Grund des kalkhaltigen Bodens kaum Oberflächengewässer. Von den in der Gegend verstreuten Höhlen ist die Eishöhle Silická ľadnica (Eingang 503 m n.m.) seit 1995 Teil des UNESCO-Welterbes. Das Ortszentrum liegt auf einer Höhe von 546 m n.m. und ist 21 Kilometer von Rožňava.
Nachbargemeinden sind Jovice und Krásnohorská Dlhá Lúka im Norden, Silická Jablonica im Osten, Aggtelek (H) im Süden, Silická Brezová im Südwesten, Slavec im Westen und Brzotín im Nordwesten.

## Geschichte
Der Ort wurde zum ersten Mal 1376 als Szedlych schriftlich erwähnt, andere alte Namen sind Zedlyche (1386), Zethlyche (1399), Zylicza (1430) und Silicza (1773). 1399 gehörte das Dorf zum Gut eines gewissen István Szalonnai, später dem Geschlecht Bebek sowie weiteren Angehörigen des niederen Adels. 1828 zählte man 107 Häuser und 777 Einwohner, die von Landwirtschaft, Obstbau und Viehhaltung lebten. Ein langjähriges Handwerk war das Glockengießen.
Bis 1918/19 gehörte der im Komitat Gemer und Kleinhont (bis 1880 im Komitat Torna) liegende Ort zum Königreich Ungarn und kam danach zur Tschechoslowakei beziehungsweise heute Slowakei. 1938 bis 1945 war er auf Grund des Ersten Wiener Schiedsspruchs noch einmal Teil Ungarns.

## Bevölkerung
| Jahr                | 1994 | 2004    | 2014    | 2024    |
| ------------------- | ---- | ------- | ------- | ------- |
| Anzahl der Personen | 638  | 582     | 553     | 519     |
| Unterschied         |      | −8,77 % | −4,98 % | −6,14 % |

| Jahr                | 2023 | 2024    |
| ------------------- | ---- | ------- |
| Anzahl der Personen | 527  | 519     |
| Unterschied         |      | −1,51 % |

Nach der Volkszählung 2011 wohnten in Silica 562 Einwohner, davon 438 Magyaren, 67 Slowaken, sechs Roma, zwei Ukrainer und ein Jude. 48 Einwohner machten keine Angabe. 279 Einwohner bekannten sich zur reformierten Kirche, 138 Einwohner zur römisch-katholischen Kirche, 32 Einwohner zur griechisch-katholischen Kirche, jeweils fünf Einwohner zu den Zeugen Jehovas sowie zur apostolischen Kirche, vier Einwohner zur evangelischen Kirche A. B., drei Einwohner zur altkatholischen Kirche und jeweils ein Einwohner zur evangelisch-methodistischen Kirche sowie zur kongregationalistischen Kirche; drei Einwohner bekannten sich zu einer anderen Konfession. 36 Einwohner waren konfessionslos und bei 55 Einwohnern wurde die Konfession nicht ermittelt.

## Sehenswürdigkeiten

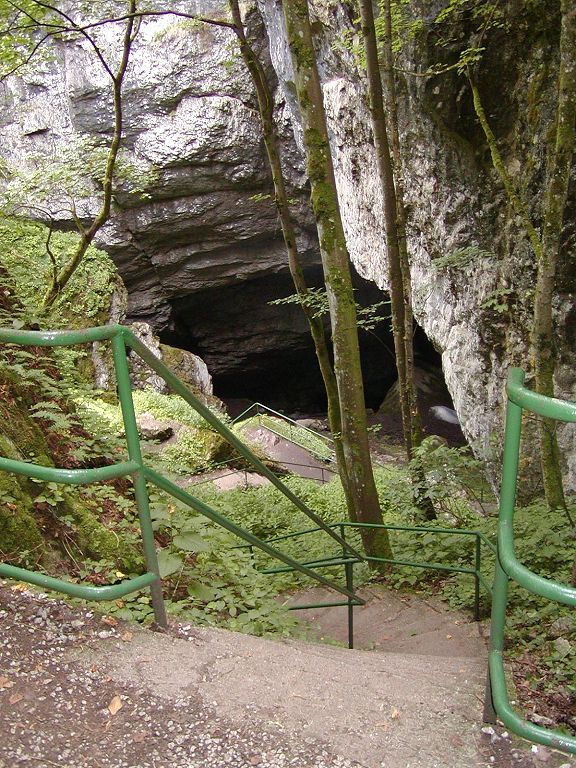
Eingang in die Eishöhle Silická ľadnica

- reformierte (calvinistische) Kirche, ursprünglich römisch-katholische Allerheiligenkirche im romanischen Stil aus dem 13. Jahrhundert mit Befestigungsmauer aus dem 15. Jahrhundert